# Aframomum
Aframomum, biljni rod iz porodice đumbirovki. Pedesetak vrsta korisnih trajnica raste po tropskoj Africi, Madagaskaru, Sejšelima i Mauricijusu.
Od vrste A. melegueta dobivaju se zrna melegueta papra oštrog, ljutog i paprenog okusa. Ova zrnca poznata su i kao gvinejski papar, melegueta papar i krokodilski papar.

## Vrste
1. Aframomum albiflorum Lock
2. Aframomum alboviolaceum (Ridl.) K.Schum.
3. Aframomum alpinum (Gagnep.) K.Schum.
4. Aframomum angustifolium (Sonn.) K.Schum.
5. Aframomum arundinaceum (Oliv. & D.Hanb.) K.Schum.
6. Aframomum atewae Lock & J.B.Hall
7. Aframomum aulacocarpos Pellegr. ex Koechlin
8. Aframomum cereum (Hook.f.) K.Schum.
9. Aframomum chrysanthum Lock
10. Aframomum citratum (J.Pereira) K.Schum.
11. Aframomum colosseum K.Schum.
12. Aframomum cordifolium Lock & J.B.Hall
13. Aframomum corrorima (A.Braun) P.C.M.Jansen
14. Aframomum daniellii (Hook.f.) K.Schum.
15. Aframomum dhetchuvii D.J.Harris & Wortley
16. Aframomum elegans Lock
17. Aframomum elliottii (Baker) K.Schum.
18. Aframomum exscapum (Sims) Hepper
19. Aframomum fragrans D.J.Harris & Wortley
20. Aframomum giganteum (Oliv. & D.Hanb.) K.Schum.
21. Aframomum glaucophyllum (K.Schum.) K.Schum.
22. Aframomum hirsutum D.J.Harris & Wortley
23. Aframomum kamerunicum D.J.Harris & Wortley
24. Aframomum kayserianum (K.Schum.) K.Schum.
25. Aframomum kodmin D.J.Harris & Wortley
26. Aframomum laxiflorum Loes. ex Lock
27. Aframomum leptolepis (K.Schum.) K.Schum.
28. Aframomum letestuanum Gagnep.
29. Aframomum limbatum (Oliv. & D.Hanb.) K.Schum.
30. Aframomum longiligulatum Koechlin
31. Aframomum longipetiolatum Koechlin
32. Aframomum longiscapum (Hook.f.) K.Schum.
33. Aframomum lutarium D.J.Harris & Wortley
34. Aframomum luteoalbum (K.Schum.) K.Schum.
35. Aframomum makandensis Dhetchuvi
36. Aframomum mala (K.Schum.) K.Schum.
37. Aframomum mannii (Oliv. & D.Hanb.) K.Schum.
38. Aframomum melegueta K.Schum.
39. Aframomum mildbraedii Loes.
40. Aframomum ngamikkense Eb.Fisch., Kirunda, Ewango, M.E.Leal & Plumptre
41. Aframomum orientale Lock
42. Aframomum parvulum D.J.Harris & Wortley
43. Aframomum pilosum (Oliv. & D.Hanb.) K.Schum.
44. Aframomum plicatum D.J.Harris & Wortley
45. Aframomum polyanthum (K.Schum.) K.Schum.
46. Aframomum pseudostipulare Loes. & Mildbr. ex Koechlin
47. Aframomum rostratum K.Schum.
48. Aframomum rotundum D.J.Harris & Wortley
49. Aframomum scalare D.J.Harris & Wortley
50. Aframomum sericeum Dhetchuvi & D.J.Harris
51. Aframomum singulariflorum Dhetchuvi
52. Aframomum spiroligulatum Lock & A.D.Poulsen
53. Aframomum stanfieldii Hepper
54. Aframomum strobilaceum (Sm.) Hepper
55. Aframomum submontanum D.J.Harris & Wortley
56. Aframomum subsericeum (Oliv. & D.Hanb.) K.Schum.
57. Aframomum sulcatum (Oliv. & D.Hanb. ex Baker) K.Schum.
58. Aframomum tchoutoui D.J.Harris & Wortley
59. Aframomum thonneri De Wild.
60. Aframomum uniflorum Lock & A.D.Poulsen
61. Aframomum verrucosum Lock
62. Aframomum wuerthii Dhetchuvi & Eb.Fisch.
63. Aframomum zambesiacum (Baker) K.Schum.

## Sinonimi
- Alexis Salisb.
- Marogna Salisb.